# Брюйер, Франческо
Франческо Брюйер (род. 27 августа 1980, Карманьола, Пьемонт) — итальянский дзюдоист, чемпион (2003), серебряный (1999, 2000) и бронзовый (2001, 2002, 2008) призёр чемпионатов Италии, победитель и призёр международных турниров, победитель и призёр этапов Кубка мира, серебряный призёр чемпионата мира среди студентов 2004 года, серебряный призёр чемпионата мира 2005 года в Каире. Выступал в лёгкой весовой категории (до 73 кг).

## Чемпионаты Италии
- Чемпионат Италии по дзюдо 1999 — ;
- Чемпионат Италии по дзюдо 2000 — ;
- Чемпионат Италии по дзюдо 2001 — ;
- Чемпионат Италии по дзюдо 2002 — ;
- Чемпионат Италии по дзюдо 2003 — ;
- Чемпионат Италии по дзюдо 2008 — ;